# Pycnoplectus cediosus
Pycnoplectus cediosus är en skalbaggsart som beskrevs av Wagner 1975. Pycnoplectus cediosus ingår i släktet Pycnoplectus och familjen kortvingar. Inga underarter finns listade i Catalogue of Life.